# Krab bradavčitý
Krab bradavčitý (Eriphia verrucosa) je druh mořského kraba z čeledi Eriphiidae.

## Výskyt

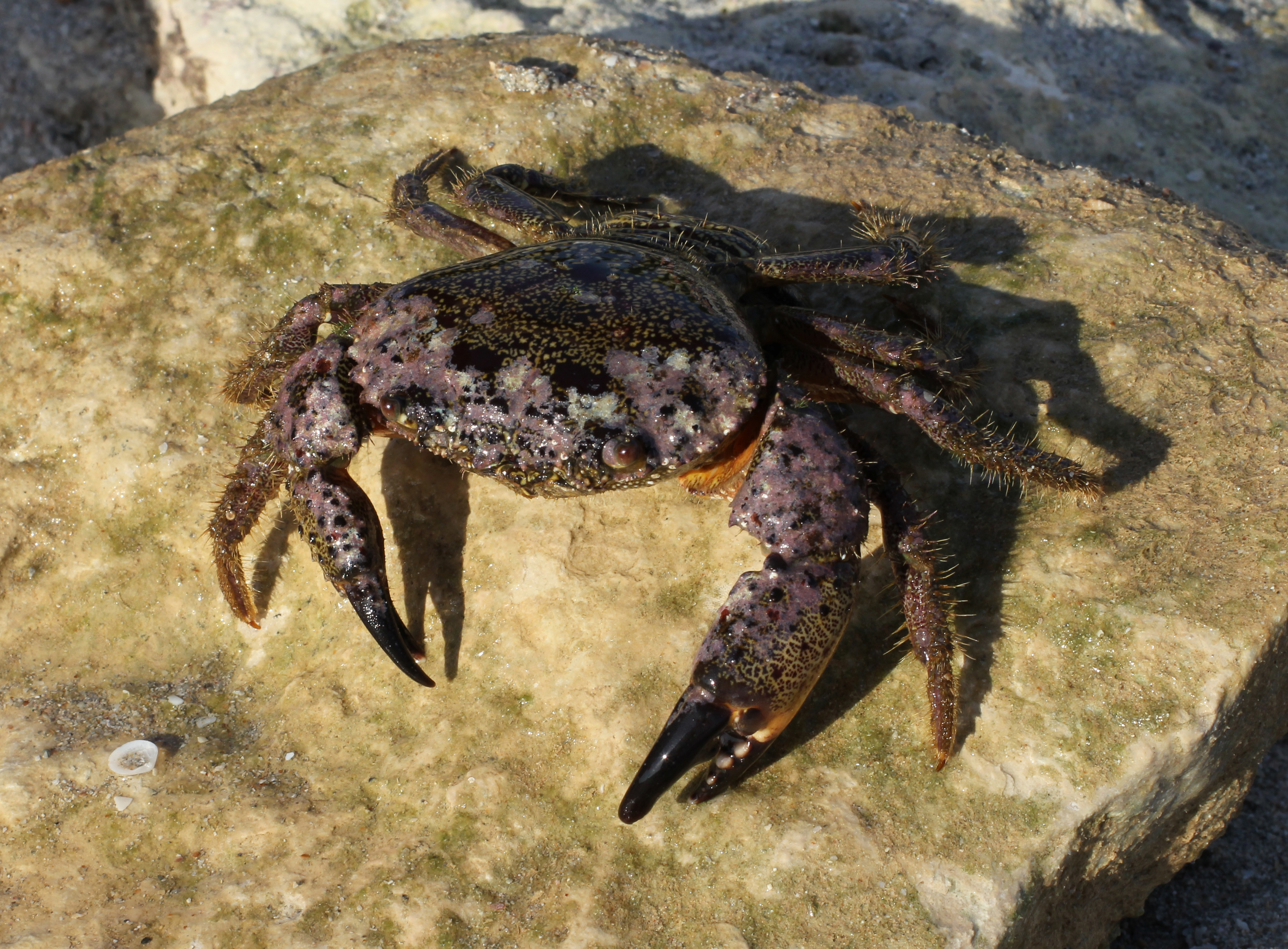
Samice kraba bradavčitého

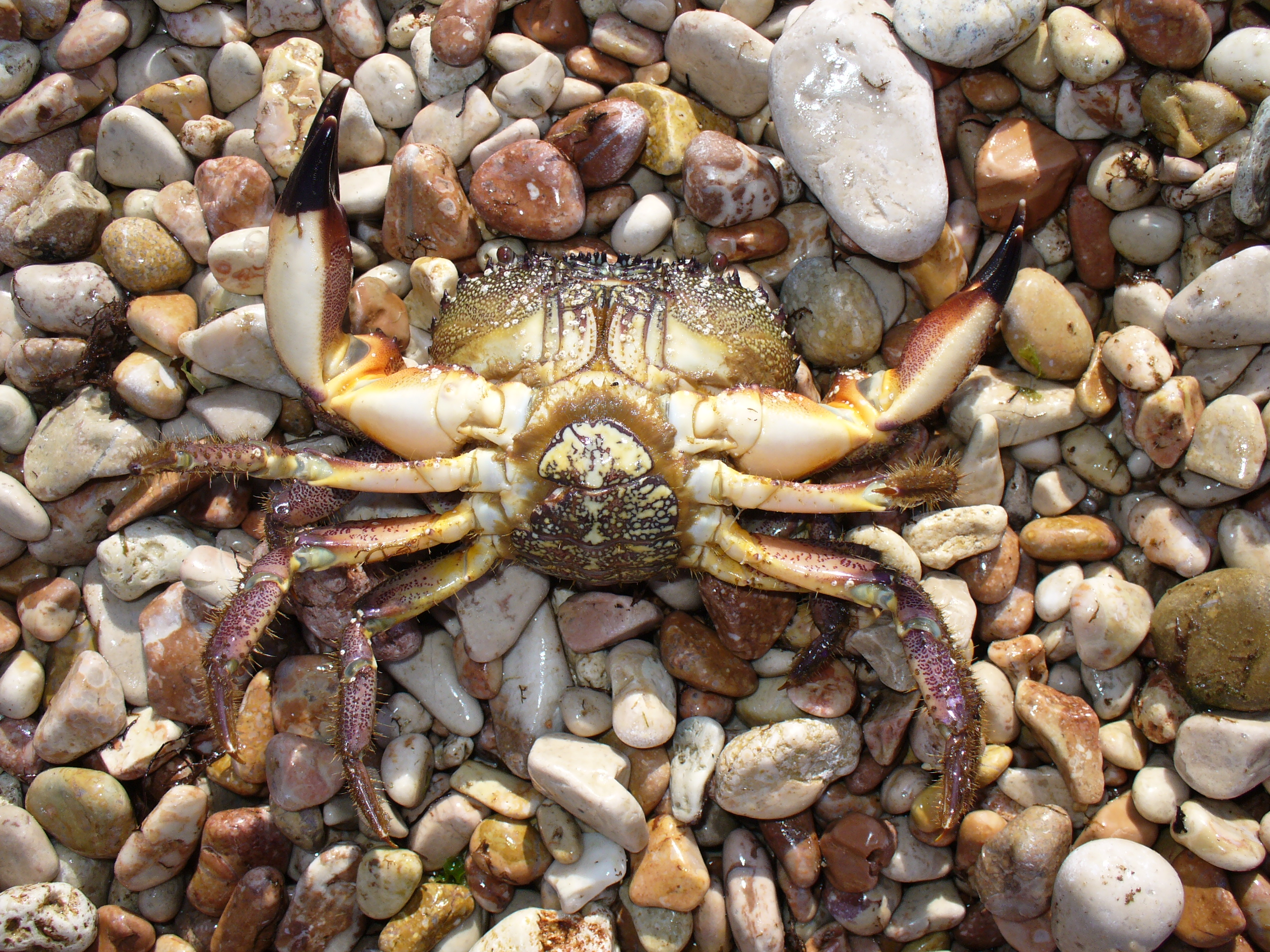
Obrácená samice kraba bradavčitého s viditelným plastronem

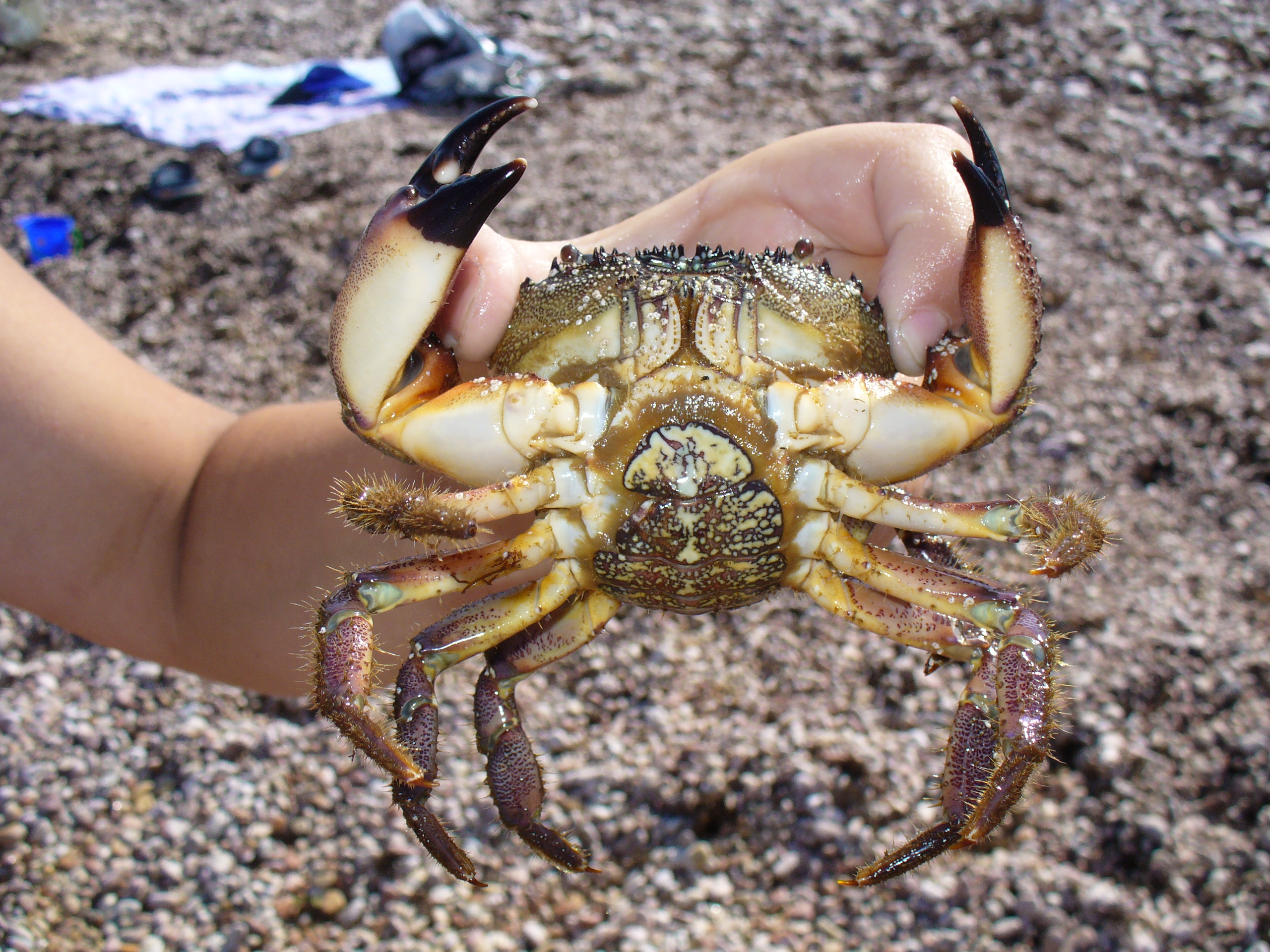
Krab bradavčitý

Krab bradavčitý se vyskytuje kolem skal a mořských řas v mořské vodě u skalnatých pobřeží v hloubce až patnáct metrů. Hojně se vyskytuje ve Středozemním moři, ale též v Černém moři a ve východním Atlantském oceánu od Bretaně k Mauritánii až k Azorským ostrovům, ačkoliv jedinci byli nalezeni i na pobřeží hrabství Cornwall ve Velké Británii.

## Popis
Krab bradavčitý může dosáhnout šířky až 9 cm a délky 7 cm. Karapax je tvrdý, zbarvený hnědě s červeným nebo zeleným nádechem, a jeho přední část zahrnuje tvrdé a ostré hrbolky, které se nacházejí kolem očí. Klepeta jsou masivní a silná s černými čelistmi, nejsou však rovnoměrně velká. Prostor mezi klepetem a tělem je zbarven výrazně oranžově. Krab má pod klepety čtyři páry nohou, které mu umožňují pohyb do strany. Samice se od samce odlišuje fialovým zbarvením na klepetech, nohách a přední části karapaxu.

## Rozmnožování
Během jara krab bradavčitý migruje do mělkých vod s hloubkou nižší než jeden metr. Páření začíná v květnu nebo v červnu. Samice před vylíhnutím larev nosí velké množství vajec na svém plastronu. Z vajec se vylíhnou larvy, které musí projít čtyřmi stádii (zoea až megalopa), než se z nich stanou dospělí jedinci.

## Potrava
Krabi bradavčití se živí různými mlži, plži, raky poustevníčky a mnohoštětinatci. V Černém moři je krab bradavčitý jediným přirozeně vyskytujícím se živočichem, který dokáže zabít invazivní rapanu dravou.

## Ohrožení
Počty krabů bradavčitých v Černém moři od osmdesátých let 20. století výrazně klesly, proto je na Ukrajině klasifikován jako ohrožený druh, ve Středozemním moři se ale stále vyskytuje ve vysokém počtu. Tento druh je ohrožen převážně eutrofizací a znečišťováním vody.

## Galerie

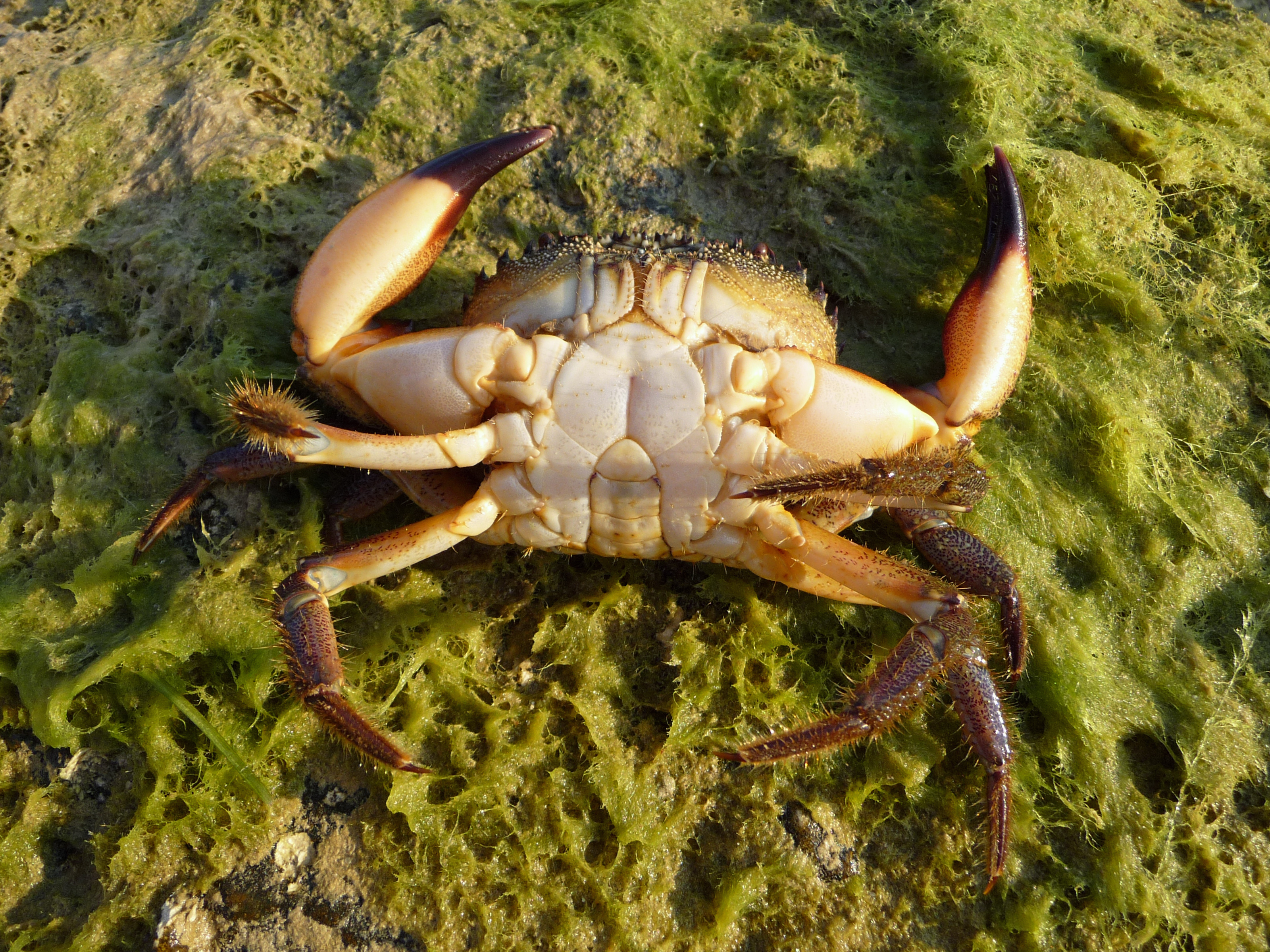
Obrácený samec kraba bradavčitého s viditelným plastronem
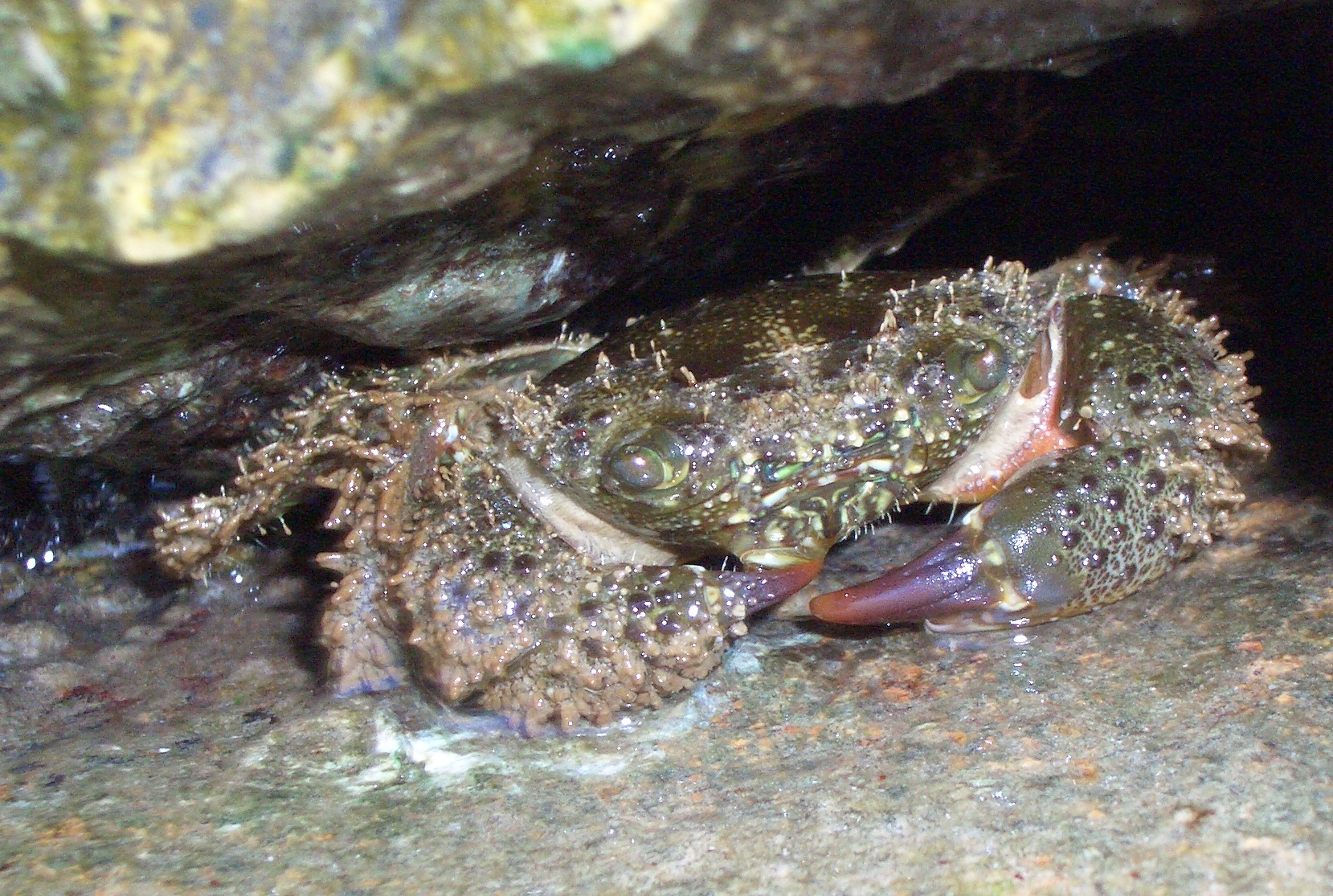
Krab bradavčitý pod skalou
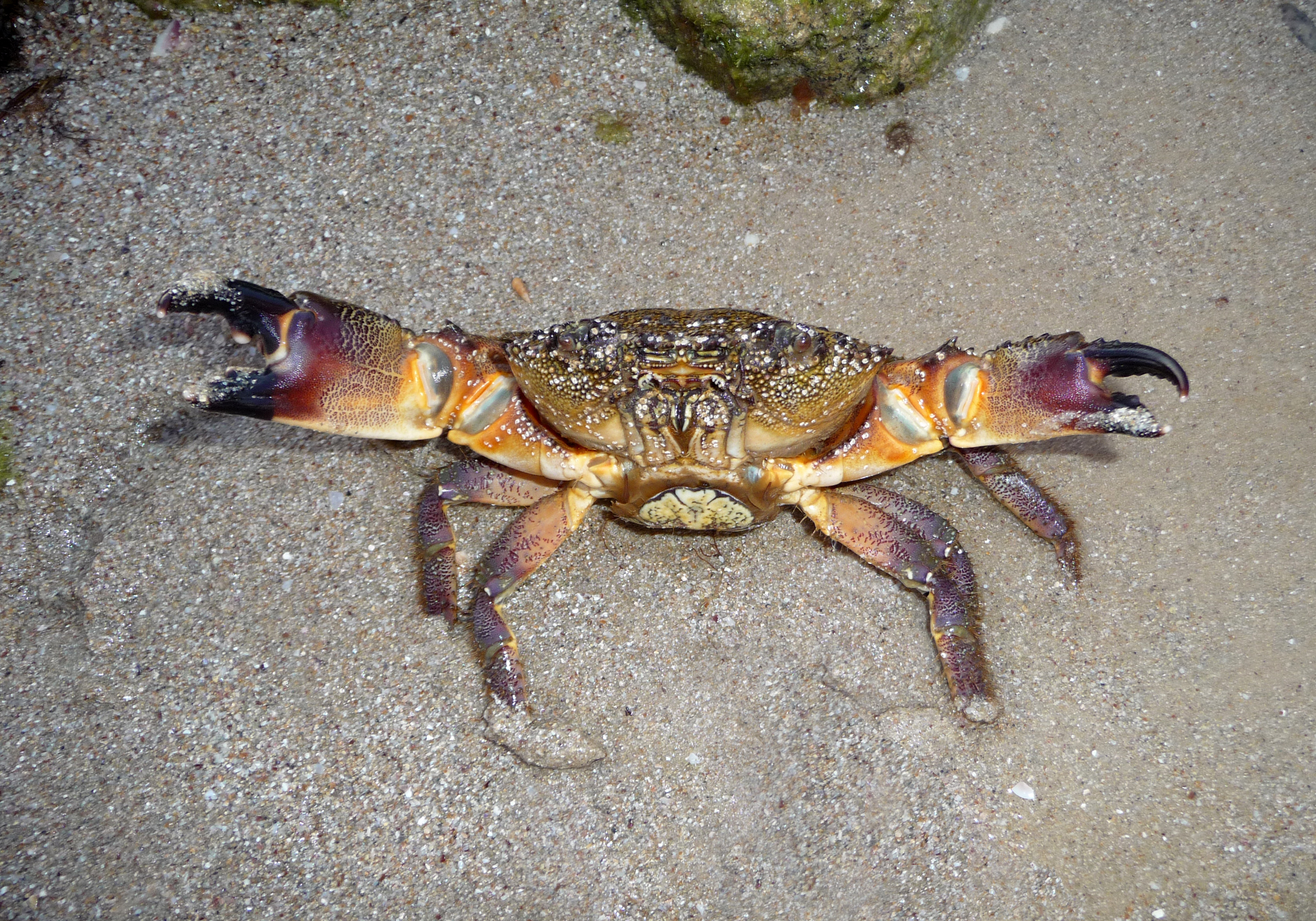
Samice kraba bradavčitého
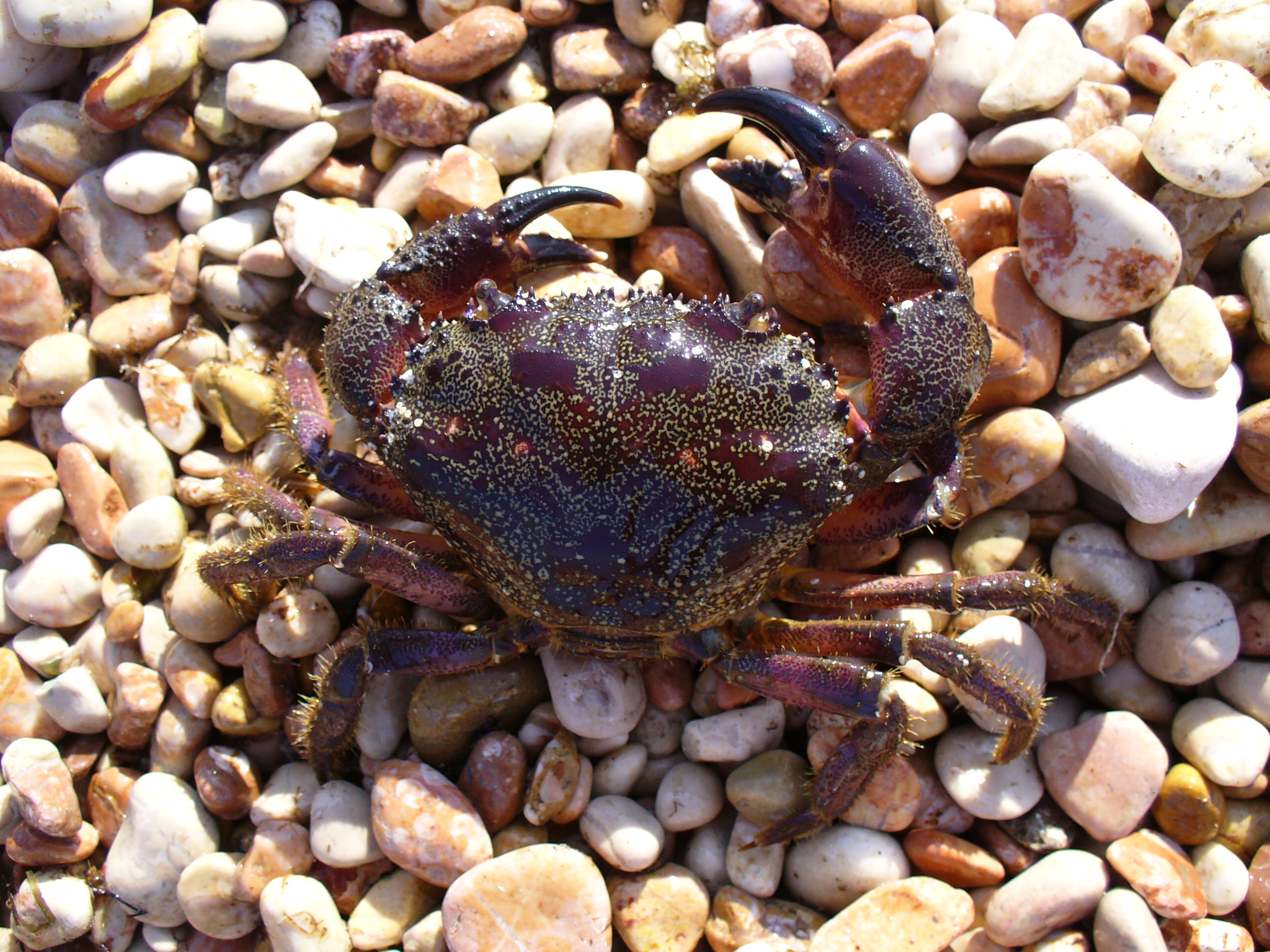
Krab bradavčitý
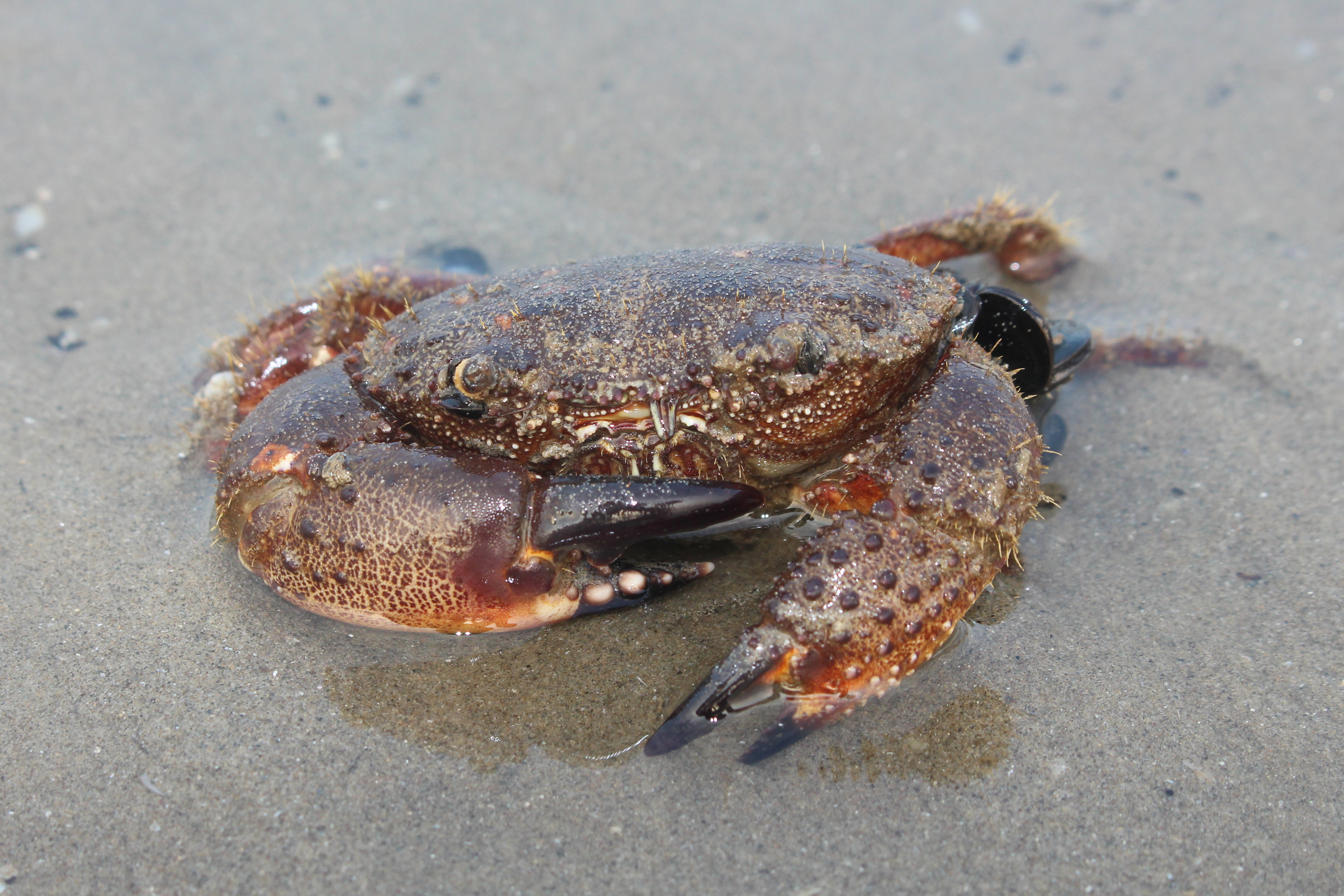
Krab bradavčitý v moři
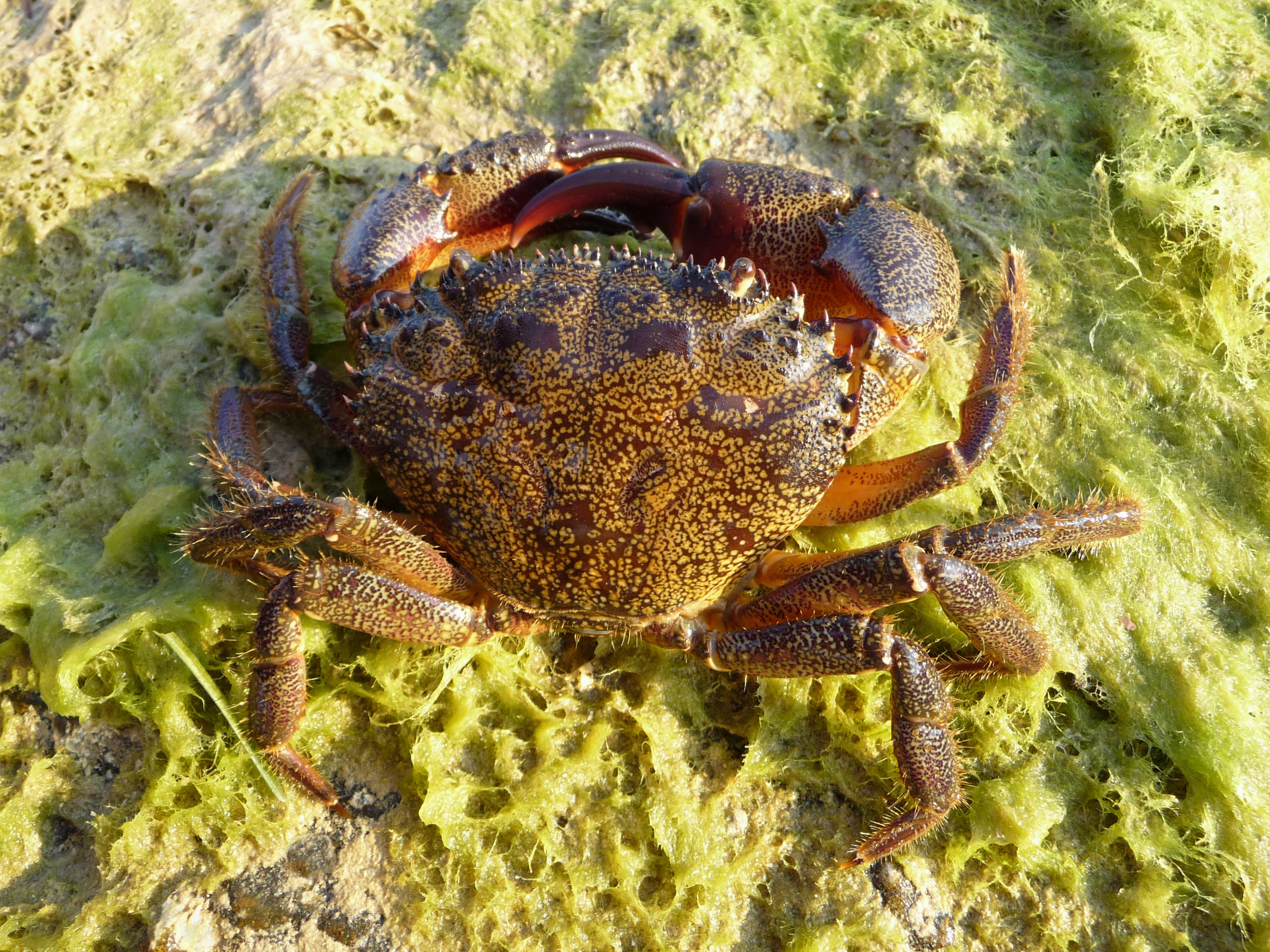
Samec kraba bradavčitého